# Trolli-Arena
El Sportpark Ronhof Thomas Sommer es un estadio de fútbol en el distrito de Ronhof en Fürth, Baviera, y casa del equipo de la Segunda División alemana Greuther Fürth.
El estadio fue originalmente inaugurado el 11 de septiembre de 1910 bajo el nombre 'Sportplatz am Ronhofer Weg gegenüber dem Zentral-Friedhof' (Campo de deportes en Ronhof carril contrario el Cementerio Central) y actualmente tiene capacidad para albergar a 15 000 espectadores.

## Enlaces externos

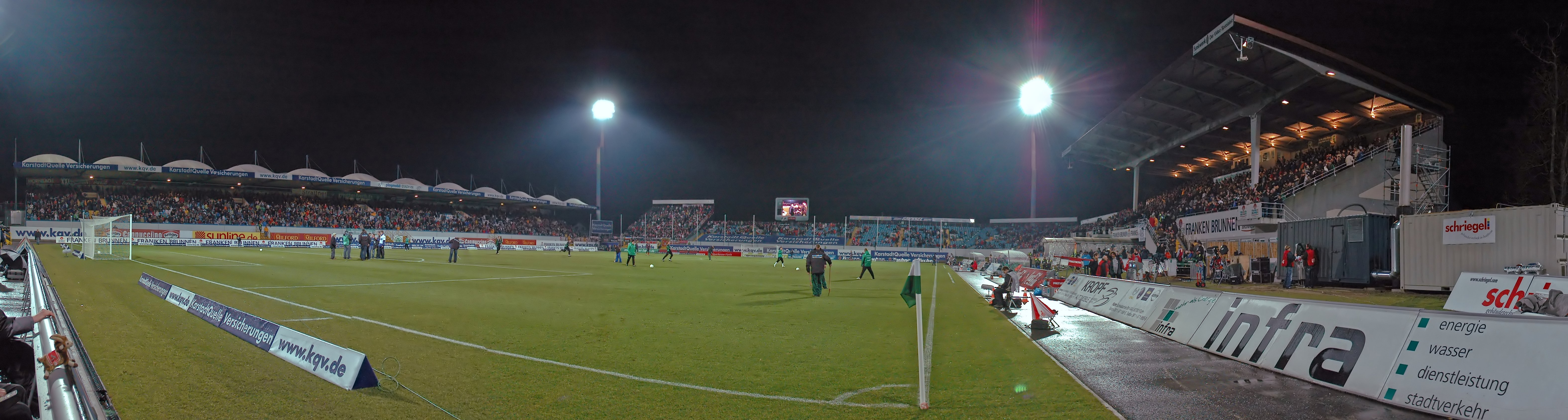
El Estadio en febrero de 2008